# Breathe Easy
Breathe Easy (englisch für „Leicht atmen“) ist eine Pop-Ballade der Boyband Blue aus dem Jahr 2004. Sie wurde von Martin M. Larsson und Lars H. Jensen geschrieben und produziert. Sie erschien als dritte Single auf Blues drittem Studioalbum Guilty (2003).

## Hintergrund
Der Song beschreibt das leere Gefühl, wenn eine Beziehung zu einer Person beendet wurde. Der Protagonist klagt an, „nicht mehr leicht atmen zu können“.
Die Band veröffentlichte eine italienische Version als A chi mi dice, die in Italien Platz 1 erreichte.

## Rezeption

### Charts und Chartplatzierungen
| ChartsChartplatzierungen     | Höchstplatzierung | Wochen |
| ---------------------------- | ----------------- | ------ |
| Deutschland (GfK)            | 7 (20 Wo.)        | 20     |
| Österreich (Ö3)              | 7 (29 Wo.)        | 29     |
| Schweiz (IFPI)               | 8 (31 Wo.)        | 31     |
| Vereinigtes Königreich (OCC) | 4 (12 Wo.)        | 12     |

### Auszeichnungen für Musikverkäufe
| Land/Region        | Auszeichnungen für Musikverkäufe (Land/Region, Auszeichnung, Verkäufe) | Verkäufe |
| ------------------ | ---------------------------------------------------------------------- | -------- |
| Deutschland (BVMI) | Gold                                                                   | 150.000  |
| Insgesamt          | 1× Gold ·                                                              | 150.000  |